# 阮玉靜和
阮玉靜和（越南语：／；1829年—1882年4月22日）字季卿（越南语：／），又字養之（越南语：／），號蕙圃（越南语：／），又號常山（越南语：／），越南阮朝明命帝第34女，生母淑嬪阮氏寶。越南阮朝時期的一位女詩人，以「蕙圃」之名為世人所知。

## 生平
明命十年（1829年），阮玉静和出生。父親明命帝和兄長從善王阮福綿審愛好文學，她便自幼受到文學燻陶，少年時代就喜愛讀書，受到明命帝的寵愛。剛開始學習時，就能熟練掌握《女則》，後又學習書史，涉獵宮詞、樂府。每次學到新的內容，都喜歡教授給別人，當時宮中稱其為“女師”。年齡稍長後，和兄長阮福綿審一起侍奉生母，同時跟兄長學習詩律。
嗣德四年（1851年），阮玉靜和下嫁駙馬都尉鄧文洁，二人生活美滿，經常相互唱詠。
嗣德二十二年（1869年），阮玉靜和被嗣德帝封為順禮公主（越南语：／）。嗣德三十五年三月初五日（1882年4月22日），公主逝世，壽五十四歲，諡美淑。
公主去世後，駙馬鄧文洁因為兒子鄧文溥惹事被革去駙馬都尉之職。

## 文學
順禮公主是一位詩人，著有《蕙圃詩集》。時人將仲卿（月亭）、叔卿（梅庵）、季卿（蕙圃）三姐妹稱為「阮朝三卿」。

## 家庭
順禮公主與駙馬鄧文育有4子6女。
- 子鄧文溥

## 影視形象
| 演員 | 年份   | 影視作品 | 備註  |
| 保儀 | 2019年 | 《鳳扣》 | [ 2 ] |